# Georges Thill

Afiche de Georges Thill

Georges Thill (París, 14 de diciembre de 1897 - Draguignan, 17 de octubre de 1984) fue un tenor francés, considerado uno de los más grandes en la historia del canto gálico. 
Pupilo del célebre tenor napolitano Fernando De Lucía (1860-1925), debutó en la Opera parisina en 1924, su esplendor vocal fue en la década del 30 pero cantó hasta 1953.
Cantó en la Opéra-Comique, La Scala, Roma, Verona, Wiener Staatsoper, Covent Garden y el Metropolitan Opera como Romeo, Cavaradossi (en Tosca con Maria Jeritza), Fausto (con Elisabeth Rethberg) y en Lakmé con Lily Pons.
Fue favorito en el Teatro Colón (Buenos Aires) donde apareció entre 1929 y 1939 en varios personajes como Calaf (junto a Rosa Raisa), Manon (junto a Ninon Vallin), Louise, Sadkó, Romeo, Samson, Don Jose (junto a Gabriela Besanzoni), Don Carlo, Canio, Andrea Chenier (con Lina Bruna Rasa) y otros.
Apareció en films de la época y su interpretación de Werther de Massenet es el patrón por el cual se miden otras interpretaciones. El dúo que integró con Ninon Vallin fue legendario, simbolizando el epitome del estilo lírico francés.

## Discografía de referencia
- Bizet: Carmen / Cohen
- Massenet: Werther / Cohen, Thill, Vallin
- Charpentier: Louise / Bigot, Vallin
- Gounod: Romeo y Julieta / Ruhlmann
- Georges Thill: Sacred Arias & French Songs